# عبد العظيم العليوات
عبد العظيم العليوات (مواليد12 يوليو 1967) هو رياضي ولاعب كرة يد سعودي. شارك في رمي الرمح الرجالي في الألعاب الأولمبية الصيفية لعام 1988.
رئيس نادي النور السعودي خريج جامعة الملك سعود قسم التربية البدنية.، متزوج ولديه ابنتان وولدان.

## وصف
يعتبر لاعبا قويا من الناحية البدنية ويجيد التصويب من خارج مناطق التسعة أمتار، وكان بطل المملكة لرمي الرمح في الوقت الذي كان فيه يسمح التسجيل في لعبتين مختلفتين.

## مسيرة
حقق ثاني الدوري لدرجة الشباب وبطل بطولة النخبة.
في أغسطس 2016 تعاقد مع إدارة نادي الهدى بتاروت لتدريب الفريق الأول لكرة اليد. وفي مارس 2017 فسخت إدارة النادي عقد مدرب الفريق الأول لكرة اليد عبد العظيم العليوات بعد تردي نتائج الفريق في الدوري الممتاز واحتلاله المركز ما قبل الأخير بعد خسارته في عشر مباريات والتعادل في مباراة واحدة والفوز في ثلاث فقط.
في 2018 ترأس عبد العظيم العليوات مجلس الإدارة نادي النور السعودي

## روابط خارجية
- عبد العظيم العليوات على موقع الاتحاد الدولي لألعاب القوى (الإنجليزية)
- عبد العظيم العليوات على موقع أوليمبيديا (الإنجليزية)